# Idalino Manuel Mendes
Idalino Manuel Mendes foi ministro angolano da Indústria no governo de 1994 de José Eduardo dos Santos.